# ギュッと!四国
『ギュッと！四国』（ギュッと しこく）は、NHK松山放送局が2020年4月4日から放送している四国地方向けの『NHKニュースおはよう日本』の地域情報番組である。

## 概要
松山局はこの番組の放送開始前、2019年3月30日まで『おはよう四国』を放送していた。同番組の終了後、同年4月6日から2020年3月28日までこの時間帯に『ニュース・気象情報』および金曜日に放送する地域情報番組の再放送を行っていた。番組は、ウイークリーゲストとして四国各県出身の著名人を招く。

## 放送時間
- 毎週土曜 7:30 - 8:00（JST）[注釈 2]

## 放送内容
- 四国のニュース
- であい旅・ギュッと!気になる・ライブ・うまいもん巡り!・家藤正人の俳句道場[注釈 3]（いずれかふたつ）
- 四国の気象情報

## 出演者
| 年度 | アナウンサー | 気象予報士 | 契約キャスター(隔週) | 契約キャスター(隔週) |
| ---- | ------------ | ---------- | -------------------- | -------------------- |
| 2020 | 小野文明     | 不在       | 不在                 | 不在                 |
| 2021 | 小野文明     | 不在       | 不在                 | 不在                 |
| 2022 | 宮本真智     | 田中勇作   | 不在                 | 不在                 |
| 2023 | 都倉悠太     | 田中勇作   | 不在                 | 不在                 |
| 2024 | 都倉悠太     | 岩堀祐斗   | 不在                 | 不在                 |
| 2025 | 都倉悠太     | 服部由佳   | 井本千晶             | 大内菜々子           |

### ウイークリーゲスト
2024年度まで下記の中からひとりが原則として松山放送局のスタジオからアナウンサーとともに出演するが、ゲストのスケジュールの都合によりリモート出演となる場合がある。コーナーによっては四国の各放送局のアナウンサーまたは契約キャスターも一緒に出演する。
- 秋川雅史
- 市橋有里
- オダウエダ
- ガリベンズ矢野
- 木内晶子
- ティモンディ
- 間寛平
- ヒコロヒー
- 松本明子
- 三山ひろし
- 宮本真希
- 村上ショージ
- レイザーラモンRG
- 豊ノ島